# Art de la Gramàtica (Dionisi de Tràcia)
L'Art de la Gramàtica (en grec antic: Τέχνη Γραμματική, Tekhne Grammatiké) és un tractat sobre gramàtica grega atribuït a Dionisi de Tràcia escrit al segle ii aC. És la primera obra de gramàtica en grec, i tractava d'ajudar principalment els parlants de grec koiné a poder entendre la llengua d'Homer i altres grans poetes del passat.
Fou traduït a l'armeni i al siríac als primers segles de la nostra era.